# باحمران (شبام)
'

تعديل مصدري - تعديل

باحمران هي إحدى قرى عزلة شبام بمديرية شبام التابعة لمحافظة حضرموت، بلغ تعداد سكانها 106 نسمة حسب تعداد اليمن لعام 2004.